# Marie-Pierre Leray
Pour les articles homonymes, voir Leray.
Marie-Pierre Leray, née le 17 février 1975 à Villecresnes, est une patineuse artistique française qui a patiné en individuel et en couple. Dans la catégorie individuelle, elle est triple vice-championne de France (1993-1994-1995). Dans la catégorie des couples, elle est devenue championne de France en 1993 avec son partenaire Frédéric Lipka, et bien plus tard, vice-championne de France en 2002 avec son nouveau partenaire Nicolas Osseland.

## Biographie

### Carrière sportive avecFrédéric Lipka(1992-1993)
Alors qu'elle poursuit une carrière individuelle, Marie-Pierre Leray mène de front une seconde carrière dans la catégorie des couples artistiques pendant la saison 1992/1993. Son partenaire est Frédéric Lipka, un ancien champion de France individuel. Ensemble ils se classent 5e du Skate Canada avant de conquérir le titre national aux championnats de France 1993 à Grenoble. Leur carrière commune s'arrête rapidement après leur forfait aux championnats d'Europe de janvier 1993 à Helsinki. Marie-Pierre Leray s'y rend tout de même pour y concourir dans la catégorie féminine.

### Carrière sportive avecNicolas Osseland(2000-2002)
Après deux saisons sans compétition entre 1998 et 2000, elle fait des essais avec Nicolas Osseland au cours de l'été 2000 pour revenir en compétition dans la catégorie des couples artistiques. Ceux-ci étant concluant, ils décident de patiner ensemble pour la saison à venir.
En 2000/2001, ils s'entraînent à Montpellier avec Andreï Berezintsev. Ils se présentent aux championnats de France à Briançon et prennent la 3e place. Cette médaille de bronze ne leur permet pas d'être sélectionnés par la FFSG pour participer ni aux championnats d'Europe de janvier 2001 à Bratislava ni aux championnats du monde de mars 2001 à Vancouver.
En 2001/2002, c'est avec Sylvain Privé qu'ils vont s'entraîner. Ils patinent pour la première fois à deux épreuves du Grand Prix ISU en novembre 2001. Ils se classent 9e de la coupe des Nations à Gelsenkirchen puis 7e du Trophée Lalique à Paris. Ils deviennent ensuite vice-champions de France 2002 à Grenoble. Cette médaille d'argent leur permet d'être sélectionné pour les championnats d'Europe de janvier 2002 à Lausanne où ils se classent 9e. Néanmoins, la fédération ne les sélectionne pas pour les Jeux olympiques d'hiver de 2002 à salt Lake City et pour les championnats du monde de mars 2002 à Nagano.
Ils prennent ensuite la décision d'arrêter leurs carrières amateurs respectives.

### Reconversion
Elle poursuit à partir de 2002 une carrière professionnelle en patinant dans toute l'Europe en ayant développé des prestations alliant le cirque et le patinage.

## Palmarès

### En Individuel
| Compétition en Individuelle   | 1991    | 1992    | 1993    | 1994    | 1995    | 1996    | 1997    | 1998    | 1999    | 2000    | 2001    | 2002    |  |  |
| Jeux olympiques d'hiver       |         |         |         | 14e     |         |         |         |         |         |         |         |         |  |  |
| Championnats du monde         |         |         | 11e     | 7e      | 8e      |         |         | 17e     |         |         |         |         |  |  |
| Championnats d'Europe         |         | 7e      | 9e      | 12e     | F       |         |         |         |         |         |         |         |  |  |
| Championnats de France        | 4e      | 3e      | 2e      | 2e      | 2e      | F       | F       | 4e      |         |         |         |         |  |  |
| Championnats du monde juniors |         | 13e     | 4e      |         |         |         |         |         |         |         |         |         |  |  |
|                               |         |         |         |         |         |         |         |         |         |         |         |         |  |  |
| Grand Prix ISU                | 1990/91 | 1991/92 | 1992/93 | 1993/94 | 1994/95 | 1995/96 | 1996/97 | 1997/98 | 1998/99 | 1999/00 | 2000/01 | 2001/02 |  |  |
| Skate America                 |         |         |         |         | 6e      |         |         |         |         |         |         |         |  |  |
| Skate Canada                  |         |         | 9e      | 8e      |         |         |         |         |         |         |         |         |  |  |
| Coupe d'Allemagne             | 6e      | 4e      | F       |         |         |         |         |         |         |         |         |         |  |  |
| Trophée de France             |         | 11e     | F       |         | 4e      | 9e      |         |         |         |         |         |         |  |  |
| Légende : F = Forfait         |         |         |         |         |         |         |         |         |         |         |         |         |  |  |

### En Couple artistique
| Compétition en Couple   | 1991    | 1992    | 1993    | 1994    | 1995    | 1996    | 1997    | 1998    | 1999    | 2000    | 2001    | 2002    |  |  |
| Jeux olympiques d'hiver |         |         |         |         |         |         |         |         |         |         |         |         |  |  |
| Championnats du monde   |         |         |         |         |         |         |         |         |         |         |         |         |  |  |
| Championnats d'Europe   |         |         | F       |         |         |         |         |         |         |         |         | 9e      |  |  |
| Championnats de France  |         |         | 1re     |         |         |         |         |         |         |         | 3e      | 2e      |  |  |
|                         |         |         |         |         |         |         |         |         |         |         |         |         |  |  |
| Grand Prix ISU          | 1990/91 | 1991/92 | 1992/93 | 1993/94 | 1994/95 | 1995/96 | 1996/97 | 1997/98 | 1998/99 | 1999/00 | 2000/01 | 2001/02 |  |  |
| Skate Canada            |         |         | 5e      |         |         |         |         |         |         |         |         |         |  |  |
| Coupe d'Allemagne       |         |         |         |         |         |         |         |         |         |         |         | 9e      |  |  |
| Trophée de France       |         |         |         |         |         |         |         |         |         |         |         | 7e      |  |  |
| Légende : F = Forfait   |         |         |         |         |         |         |         |         |         |         |         |         |  |  |